# 7,62×54 R
7,62×54 R je puškovni naboj ruskega izvora. Razvit je bil leta 1891 za puško Mosin-Nagant in je (po več kot 120 letih) še vedno v arzenalu ruskih in drugih oboroženih sil. Obsežno se je uporabljal v obeh svetovnih vojnah.
Naboj je najprej imel 13,7 gramsko zaobljeno kroglo, a je to po rusko-japonski vojni, leta 1908 zamenjala 9,5 gramska zašiljena krogla, ki se v praktično nespremenjeni obliki uporablja še danes.

## Orožje, ki uporablja ta naboj
| Puške: - Mosin-Nagant - AVS-36 - SVT-38 - SVT-40 - Ostrostrelna puška Dragunova - PSL - Zastava M91 - Winchester M1895 - SV-98 | Mitraljezi: - Madsen (puškomitraljez) - Maxim M1910 - PK/PKM (mitraljez) - Zastava M84 - DP (mitraljez) - DS-39 - SG-43 - ŠKAS - Uk vz. 59 - GŠG-7,62 |

## Galerija
- Naboji 7,62×54 R različnih vrst iz raznih držav
- Tulci nabojev (z leve):
7,62x54 R; 7,62x51; 7,62x39; 5,56x45 in 5,45x39
- Vojak iz Somalije s pasom nabojev 7,62×54 R in mitraljezom PKM, zaradi katerega (poleg SVD) je naboj še vedno zelo razširjen.
- Natančna skica mer